# الكون المرصود
الكون المرصود أو الكون المنظور كما يُعرف باسم الكون المشاهد (بالإنجليزية: Observable universe)‏ هو منطقة كروية الشكل من الكون تتألف من مجمل المادة الممكن رصدها من كوكب الأرض في الوقت الحاضر، ويعود هذا نتيجة أخذ الإشعاع الكهرومغناطيسي القادم من تلك الأجرام للزمن الكافي حتى وصوله للأرض منذ بداية التوسع الكوني. يوجد ما لا يقل عن تريليونين مجرة في الكون المرصود. وبافتراض أن المادة في الكون موزعة توزيعاً متساوياً فإن المسافة إلى حافة الكون المرصود هي تقريباً نفسها في جميع الجهات. وقد يختلف الشكل الحقيقي للكون عن الشكل الكروي. إلا أن ما نستطيع رؤيته من ضوء أو إشارات أخرى إنما هي آتية إلينا من مصادر بعيدة من جميع الاتجاهات. وكذلك هو الأمر بالنسبة لأي نقطة مشاهدة في بقعة أخرى من الكون فهي تراه كرويا.
وفي الواقع فإننا نستطيع مشاهدة تكوينات قد تكون بعيدة عنا بعد إشعاع الخلفية الميكروني الكوني ولكن قبله كان الكون معتما. وربما استطعنا في المستقبل مشاهدة الخلفية النيوترنوية والتي سبقت ظهور الخلفية الميكرونية الكونية أو ما هو أبعد من ذلك مثل الأمواج الثقالية ويمكن أحيانا التفريق بين الكون المرئي والذي يشمل ضوء صادر وتعدد انكساره، وبين الكون المشاهد والذي يشمل إشارات تصل إلينا منذ بدء الانفجار العظيم أو نهاية مرحلة التوسع الكوني كما نفهمها حاليا في علم الفلك. فيعتبر نصف قطر الكون المشاهد أكبر 2% من الكون المرئي.
وتبلغ قيمة المسافة المسايرة بحسب الحسابات حوالي 14.0 مليارات فرسخ فلكي (حولي 45.7 مليار سنة ضوئية) أما المسافة المسايرة إلى حافة الكون المرصود فتبلغ قيمتها حوالي 14.3 مليار فرسخ فلكي (حوالي 46.6 مليار سنة ضوئية)، أي أنها أكبر بنسبة 2% تقريباً. ما يعني أن قيمة نصف قطر الكون المرصود تقدر بنحو 46.5 مليار سنة ضوئية وقيمة قطره نحو 28.5 مليار فرسخ فلكي (93 مليار سنة ضوئية 8.8×1023 كيلومتر أو 5.5×1023 ميل). يمكن حساب الكتلة الكلية للمادة العادية للكون (غير المادة المظلمة) باستخدام قيمتي الكثافة الحرجة وقطر الكون المرصود وتبلغ حوالي 1.5×1053 كيلوغرام.
لن يتمكن الضوء الصادر عن جميع الأجرام البعيدة والمار ببعض الوقت تبعاً لانزياحه الأحمر الحالي من الوصول للأرض فمن المعلوم بأن التوسع الكوني في تسارعٍ وسيصبح أُسّيَّاً في المستقبل. وستصبح جميع الأجرام المرصودة حالياً متجمدةً في الزمن قليلاً قليلاً بالمستقبل، وهذا في غضون إصدارها لضوء تتزايد حمرته وخفوته أكثر فأكثر. فعلى سبيل المثال فإن الأجرام التي تتراوح قيمة انزياحها الأحمر z الآن من 5 حتى 10 ستظل مرصودة فقط حتى 4 إلى 6 مليارات سنة من الآن. كما لن يصل إلى الأرض الضوء الصادر عن الأجرام الواقعة خلف مسافة مسايرة معينة (تبلغ قيمتها حالياً حوالي 19 مليار فرسخ فلكي).

## الكون والكون المرصود
إن بعض أجزاء الكون بعيدة جداً بحيث لم يتسن للضوء الصادر منها -بعد الانفجار العظيم- وقتاً كافياً للوصول إلى الأرض بَعد، فيكون هذا القسم من الكون خارج نطاق الكون المرصود. سيتسنى لنا في المستقبل رؤية بعضاً من المناطق التي لا نستطيع رؤيتها حالياً حالما يصل هذا الضوء إلى الأرض، بيد أن الأجزاء البعيدة عنّا من الكون تبتعد بسرعة تفوق سرعة الضوء طبقاً لقانون هابل (تمنع النسبية الخاصة ابتعاد الأجرام المتجاورة في منطقة محلية واحدة في الكون من الابتعاد عن بعضها البعض بسرعة تفوق سرعة الضوء، لكن لا يوجد أية قيود كهذه بالنسبة لمجموعات الأجرام البعيدة عن بعضها البعض حيث يستمر الفراغ بينهما بالازدياد. شاهد استخدامات المسافة المسايرة للاطلاع على المناقشة)، ويظهر أن معدل التوسع الكوني هذا في تسارعٍ مستمر بفعل الطاقة المُظلمة. وبافتراض أن الطاقة المظلمة ستبقى ثابتة (أي أن الثابت الكوني غير متغير) بحيث يظل معدل توسع الكون في ازديادٍ مستمر سيكون هنالك «محدودية في الرؤية المستقبلية» بعد أن يستحيل للأجرام السماوية الدخول في مجال رؤيتنا خلال المستقبل اللانهائي نظراً لاستحالة وصول الضوء الصادر منها إلينا. (بمعنىً أدق قد تكون هنالك حالات تصلنا بها -في نهاية المطاف- إشارة قد أصدرتها إحدى المجرات التي تبتعد عنّا بسرعة تفوق سرعة الضوء قليلاً وذلك يعود إلى انخفاض عامل هابل المتغير مع مرور الزمن). تقدر محدودية الرؤية المستقبلية بمسافة -متغيرة بطريقة مترابطة- بـ19 مليار فرسخ نجمي (ما يعادل 62 مليون سنة ضوئية) وذلك إن افترضنا أن الكون سيظل يتمدد إلى الأبد. مما يعني بأن عدد المجرات التي سيكون في وسعنا مشاهدتها نظرياً في المستقبل اللانهائي (بغض النظر عن أولئك اللاتي من المستحيل رؤيتها عملياً نتيجة تأثير الانزياح الأحمر. كما سيتم مناقشته في الفقرة التالية) أكبر من عدد المجرات التي يمكن رؤيتها حالياً بمعامل قدره 2.36.

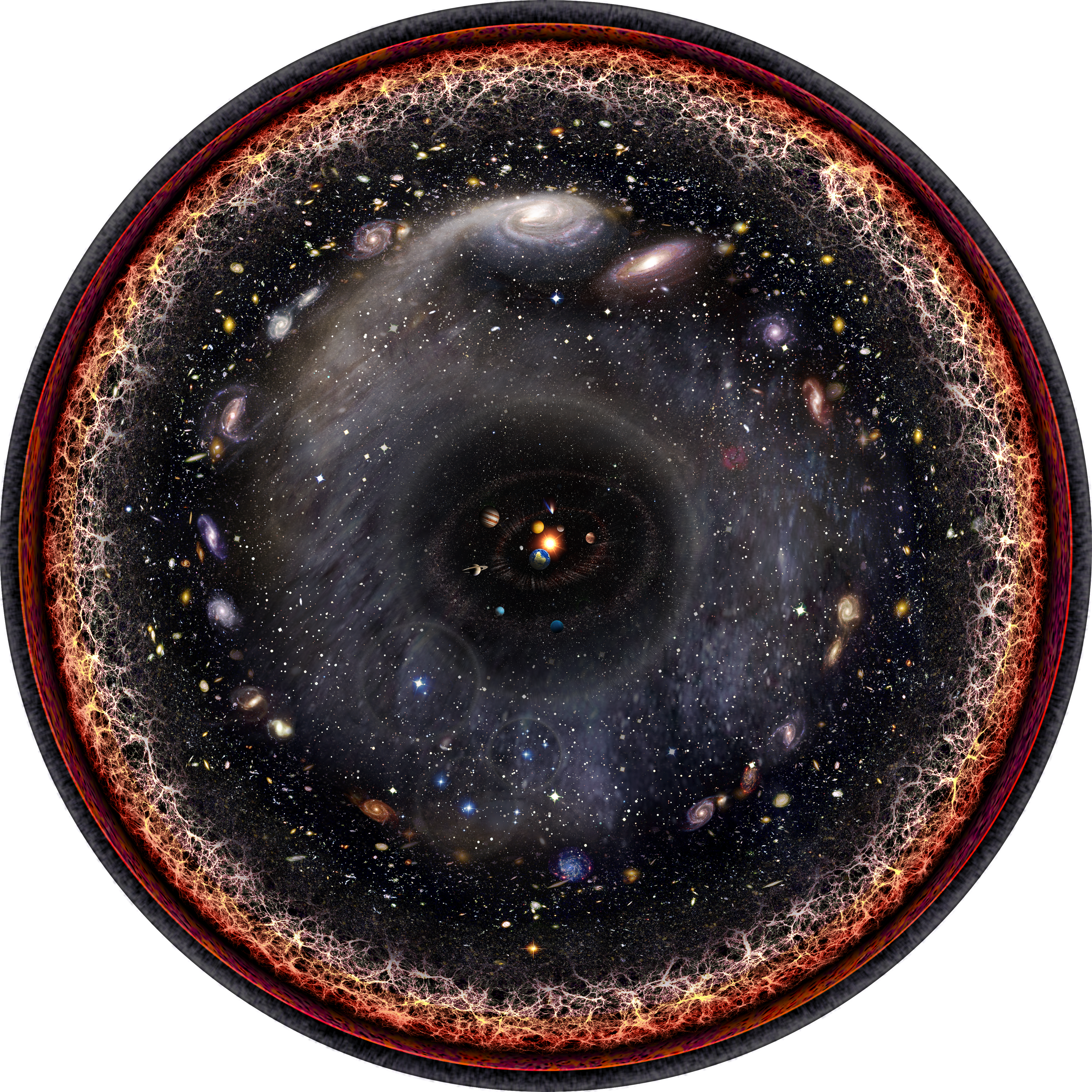
تصوّر نفذه فنان لمقياس لوغاريتمي يمثل الكون المرصود ويظهر في مركزه النظام الشمسي والكواكب الداخلية والخارجية وحزام كايبر وسحابة أورت ورجل القنطور وذراع حامل رأس الغول ومجرة درب التبانة ومجرة المرأة المسلسلة ثم المجرات القريبة ثم الشبكة الكونية ثم الإشعاع الكوني الميكروي ثم البلازما غير المرئية للانفجار العظيم على حافة الكون.

رغم أنه ومن حيث المبدأ فإن المزيد من المجرات ستكون مرئية في المستقبل، إلا أن عدداً متزايداً منها سيتأثر بظاهرة الانزياح الأحمر إلى درجة كبيرة حتى أنها ستتلاشى تدريجياً وتصبح غير مرئية، وذلك نظراً لتوسع الكون المستمر. وفي حال تَلَقِّينا لإشاراتٍ قد صدرت من مجرةٍ ما في الماضي فستقع -عند مسافةٍ (متغيرة بطريقة مترابطة) معينة- في مجال «الكون المرصود» (كإشارةٍ أرسلتها مجرةٌ ما بعد 500 مليون سنة فقط من الانفجار العظيم). لكن قد يأتي زمنٌ -في المستقبل اللامتناهي- لا تصلنا فيه أية إشارة من ذات المجرة بسبب توسع الكون المستمر (على سبيل المثال لن نرى كيف كان شكل هذه المجرة بعد 10 مليارات من الانفجار العظيم) حتى وإن بقيت في المسافة -المتغيرة بطريقة مترابطة- عينها («المسافة المتغيرة بطريقة مترابطة» هي المسافة الثابتة مع الزمن، على عكس «المسافة الصحيحة» وهي السرعة الراكدة بفضل توسع الفضاء) وهي أقل من نصف قطر الكون المرئي -المتغير بطريقة مترابطة-.[بحاجة لتوضيح] وبمقدورنا استخدام هذه الحقيقة العلمية لتعريف أحد أنواع أفق الحدث الذي يتغير بُعده عنّا مع مرور الزمن. فعلى سبيل المثال تقدّر المسافة بيننا وبين هذا الأفق بحوالي 16 مليار سنة ضوئية، مما يعني بأنه يمكن لإشارةٍ صادرة من حدثٍ في الكون -وقع في الزمن الحاضر- أن تصل إلينا يوماً ما في المستقبل بشرط أن لا يبعد عنّا ذلك الحدث أكثر من 16 مليار سنة ضوئية، أما في حال كان يبعد عنّا أكثر من تلك المسافة فيستحيل وصول الإشارة.
تستخدم كِلا المقالات البحثيّة العامّة والمتخصصة في مجال علم الكون مصطلح «الكون» للإشارة إلى «الكون المرصود».[بحاجة لمصدر] ويُعزى ذلك إلى عجزنا عن معرفة أية أمر يتعلق بأي مناطق الكون المنفصلة سببياً عن كوكب الأرض من خلال التجارب المباشرة، على الرغم من أن العديد من النظريات الموثوقة تفترض وجود كون كُلّي أكبر بكثير من الكون المرصود.[بحاجة لمصدر] لا يوجد دليل يشير إلى أن حدود الكون المرصود هي حدود الكون بأكمله، ولا يوجد أصلاً أية نماذج كونية سائدة تقترح وجود حدود فيزيائية للكون، وإن كانت بعضها تقترح إمكانية محدوديته لكن بلا حدودٍ -محسوسة-، أي تماماً كسطحٍ ثنائي الأبعاد لمجسمٍ كروي، فهو محدود في المكان لكن بلا أية حدود. من المعقول جداً أنّ تمثل المجرات ضمن كوننا المرصود جزءاً ضئيلاً من المجرات الموجودة في الكون بأكمله. فوِفقاً لنظرية «التضخم الكوني» التي طرحها مؤسسها آلان غوث (وديموستينيس كازاناس)، لو افترضنا بأن التضخم الكوني قد بدأ بعد حوالي 10−37 ثوانٍ من الانفجار العظيم و -بحسب الفرضية المعقولة- بأن حجم الكون حالياً كان يساوي تقريباً سرعة الضوء × عمر الكون، فذلك يعني بأن حجم الكون الكلّي حالياً لا يقل عن 3×1023 أضعاف نصف قطر الكون المرصود. وهنالك تقديرات أقل تُدلي بأن حجم الكون بأكمله يتجاوز حجم الكون المرصود بـ 250 ضعفاً. ولو كان حجم الكون بأكمله يساوي على أقل تقدير 250 ضعف حجم الكون المرصود فسيتجاوز قطره 176 مليار فرسخ نجمي (أي ما يعادل 575 مليار سنة ضوئية). كما وتضع تقديرات أعلى بالقيمة بأن حجم الكون أكبر من الكون المرصود بما لا يقل عن 101010122 ضعفاً.
ومادام الكون محدوداً لكن بلا أية حدودٍ محسوسة فمن المحتمل أيضاً أن يكون الكون الفعلي أصغر حجماً من الكون المرصود. وفي هذه الحالة قد تكون في الحقيقة المجرات التي نعدها شديدة البعد صور مستنسخة لمجراتٍ قريبة قد شكلها الضوء المسافر في الكون. من الصعب اختبار هذه النظرية تجريبياً وذلك يُعزى إلى إظهار الصور المختلفة لمجرةٍ بعينها حقباً مختلفة من تاريخها وتبدو المجرة في نهاية المطاف مختلفة تماماً. يطالب بيليويز وغيره بوضع حدٍ أدنى بمسافة 27,9 مليار فرسخ نجمي (أي ما يعادل 91 مليار سنة ضوئية) على قطر «سطح التشتت» الآنف (وبما أنه حداً أدنىً، فتترك الدراسة المجال مفتوحاً لاحتمالية أن يكون الكون الكُلّي أكبر من ذلك بكثير -بل لا نهائي-). وتستند هذه القيمة على تحليل الدائرة المطابقة لبيانات مسبار ويلكينسون لقياس التباين الميكروي على مدى 7 سنوات. ولكن هذه الطريقة محل خلاف.

## الحجم

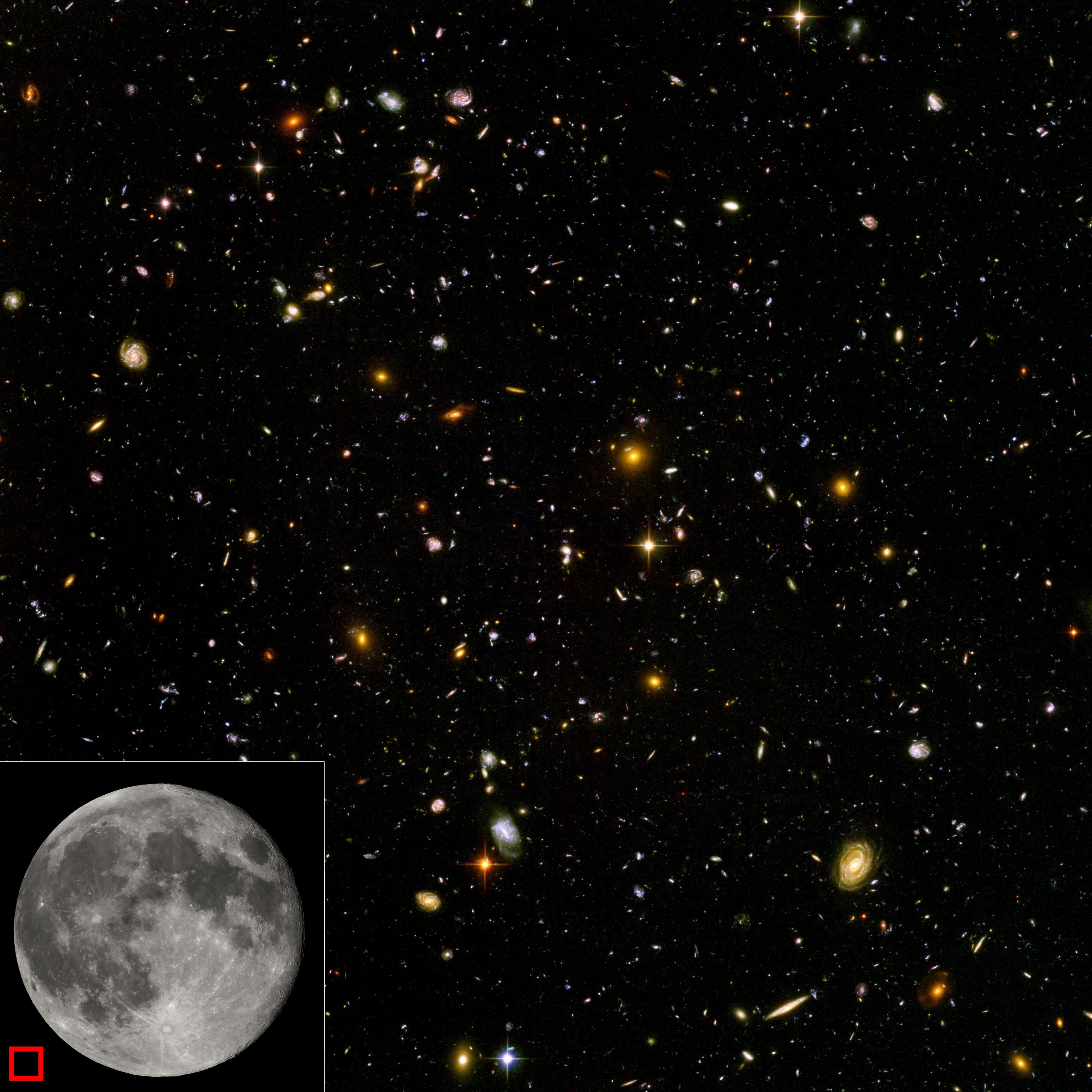
صورة حقل هابل العميق الفائق لمنطقة من الكون المرصود بالقرب من كوكبة الكور (ويظهر ما يكافئها في حجم المنطقة من السماء بأسفل يسار الصورة). كل بقعة تُمثّل مجرة، وتتألف كل مجرة بدورها من مليارات النجوم. إن الضوء القادم من أصغر المجرات وأكثرها انزياحا نحو الأحمر نشأت منذ 14 مليار سنة.

تقدر المسافة المسايرة من كوكب الأرض إلى حافة الكون المرصود بحوالي 14.26 مليار فرسخ فلكي (وذلك يعادل 46.5 مليار سنة ضوئية أو 4.40 × 1026 متر) في أي اتجاه. ولذا فإن الكون هو عبارة عن طبقة قطرها حوالي 28.5 مليار فرسخ فلكي (أي ما يعادل 93 مليار سنة ضوئية أو 8.8 × 1026 متر). ويتطابق هذا الحجم مع الحجم المتغير بطريقة مترابطة (المساير) الذي يقدر بحوالي 1.22×104 مليار فرسخ فلكي مكعب (4.22×105 مليار سنة ضوئية مكعبة أو 3.57×1080 متر3) وذلك لو افترضنا أن شكل الفضاء مسطح تقريباً (بمعنى أن يكون فضاءً إقليدياً).
تمثل الأرقام المذكورة أعلاه المسافة في الوقت الحالي (في الزمن الكوني) وليس في الوقت الذي انبعث فيه الضوء. فعلى سبيل المثال لقد انبعث إشعاع الخلفية الكونية الميكروي الذي نراه الآن، في زمن انفصال الفوتون والذي قُدِّر وقت حدوثه بحوالي 380,000 سنة بعد الانفجار العظيم، الذي حدث قبل 13.8 مليار سنة مضت. وقد انبعث هذا الإشعاع من مادة تكثف معظمها ليصبح مجرات في الوقت الحالي، وتبلغ المسافة بيننا وبين هذه المجرات نحو 46 مليار سنة ضوئية. ولتقدير المسافة بيننا وبين تلك المادة في الزمن الذي انبعث فيه الضوء منها يجدر بالذكر أولاً أنه إذا كنا نتلقّى في الزمن الحاضر ضوءاً ذو الانزياح الأحمر {\displaystyle \ z}فعامل التحجيم في الوقت الذي انبعث فيه الضوء في الأصل، وذلك وفقاً لإحداثيات فريدمان-لوميتر-روبرتسون-ووكر التي استُخدِمت لتصميم نموذج الكون الآخذ في التوسّع تُعطى بالأساس حسب العلاقة:
{\displaystyle \!a(t)={\frac {1}{1+z}}}.
تُظهر نتائج مسبار ويلكينسون لتباين الأشعة الكونية على مدى 9 سنوات وقياسات أخرى أن الانزياح الأحمر لانفصال الفوتون هو {\displaystyle z=1091.64\pm 0.47}، مما يعني أن عامل التحجيم في الزمن الذي انفصل في الفوتون يقدر بـ{\displaystyle {\frac {1}{1092.64}}}.
إذاً في حال كان لدى المادة التي قد بعثت أقدم فوتونات إشعاع الخلفية الكونية الميكروي مسافة حالية تبلغ 46 مليار سنة ضوئية، فإن المسافة ستكون حوالي 42 مليون سنة ضوئية فقط في وقت الانفصال الذي انبعثت فيه الفوتونات بالأصل.

### مفاهيم خاطئة حول حجم الكون المرصود

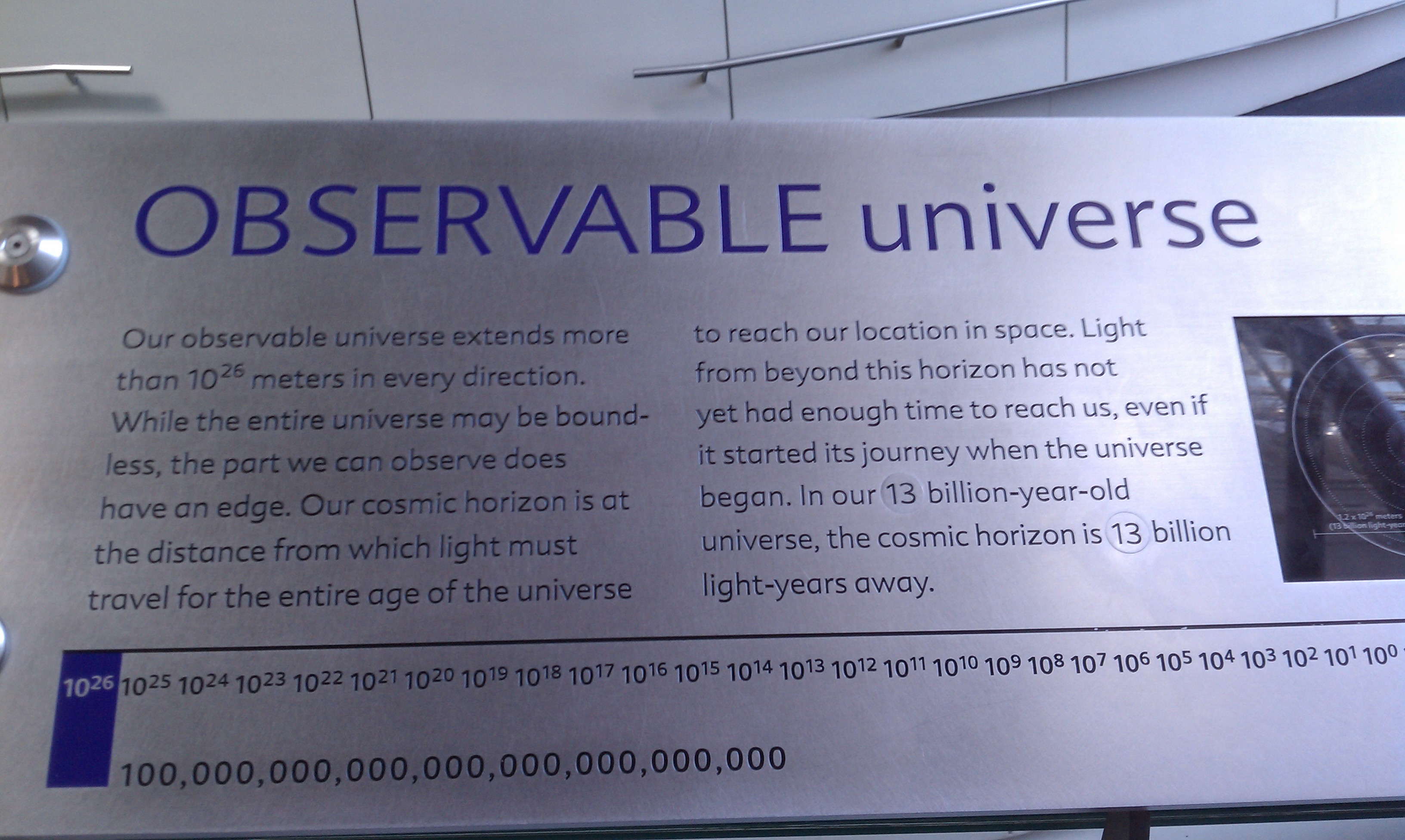
مثال على أحد أكثر المفاهيم الخاطئة شيوعاً حول حجم الكون المرصود. بغض النظر عن أن عمر الكون يقدر بـ 13.8 مليار سنة إلا أن المسافة إلى حافة الكون المرصود ليست 13,8 مليار سنة ضوئية وذلك يعزى إلى توسع الكون المستمر. توجد هذه اللوحة في مركز روز للأرض والفضاء في مدينة نيويورك.

لقد ذكرت العديد من المصادر الثانوية تشكيلة واسعة من أرقامٍ غير صحيحة لحجم الكون المرصود. وفيما يلي بعض من هذه الأرقام أدناه مع وصفٍ موجز للأسباب المحتملة وراء هذه المفاهيم الخاطئة.
13.8 مليار سنة ضوئية
يقدر عمر الكون بأنه 13.8 مليار سنة. وفي حين شيوع المفهوم الذي يفيد أنه لا شيء سرعته تساوي أو تتخطى الضوء تنتشر فكرة خاطئة مفادها أنه لابد وأن نصف قطر الكون لا يتجاوز الـ 13.8 مليار سنة ضوئية. قد يكون هذا المنطق صحيحاً فقط في حالة واحدة وهي أن يكون تصور زمكان مينكوفيسكي الثابت المسطح بموجب النسبية الخاصة صحيحاً. لكن الزمكان (الزمان والوقت) في الكون الواقعي منحني بطريقة متوافقة مع توسع الكون كما أثبت قانون هابل. ولا يوجد دليل مادي مباشر على صحة المسافات المتوصل إليها عن طريق ضرب سرعة الضوء في الفاصل الزمني الكوني.
15.8 مليار سنة ضوئية
تُوُصِّلَ إلى هذا الرقم أيضاً بنفس الطريقة التي استخدمت للتوصل إلى الرقم 13,8 مليار سنة ضوئية إلا أن الرقم المنسوب إلى عمر الكون والذي نُشِر في الصحف الشعبية في منتصف عام 2006 غير صحيح. اطلع على المرجع التالي في نهاية هذه المقالة للاطلاع على تحليل هذه النظرية والمستندات الداعمة لها.
27.6 مليار سنة ضوئية
حُسِبَ هذا القطر باستخدام رقم (غير صحيح) لنصف قطر الكون وهو 13.8 مليار سنة ضوئية.
78 مليار سنة ضوئية
في عام 2006 توصل العالم كورنيش وعلماء آخرون إلى هذا الرقم كحد أدنى ليمثل قطر الكون بأكمله (وليس فقط المرصود منه) وذلك لو سلّمنا بمحدودية الكون في حجمه نظراً لطوبولوجيته (بنيته الهندسية) المعقدة، وبهذا الحد الأدنى المستند على المسافة الحالية المقدرة بين النقاط التي يمكننا رؤيتها على جانبين متقابلين من إشعاع الخلفية الكونية الميكروي لو كان الكون بأكمله أصغر حجماً من هذه الطبقة فسيكون قد تسنى للضوء الإبحار فيه منذ حدوث الانفجار العظيم منتجاً صوراً عديدة لجهات بعيدة في «إشعاع الخلفية الكونية الميكروي» وتظهر على شكل أنماط من الدوائر المتكررة. لقد بحث كورنيش وآخرون عن مثل هذا التأثير على مستويات تصل إلى 24 مليار فرسخ فلكي (أي ما يعادل 78 مليار سنة ضوئية أو 7.4×1026 م) لكنهم أخفقوا في العثور عليه، فاقترحوا أنه لو كان بإمكانهم توسيع نطاق البحث لكي يشمل جميع الاتجاهات المحتملة فعندئذٍ "سيكون بوسعهم استبعاد احتمالية عيشنا في كونٍ يصغر قطره عن 24 مليار فرسخ فلكي. خمّن العلماء أيضاً أننا سنتمكن من البحث عن دوائر أصغر، بالإضافة إلى توسيع الحدود حتى ~28 مليار فرسخ فلكي، باستخدام خرائط منخفضة الضوضاء وعالية الدقة لإشعاع الكوني الميكروي (من مسبار ويلكينسون لتباين الأشعة الكونية في مهمته الممتدة، ومن مرصد بلانك الفضائي). يتطابق هذا التخمين للحد الأدنى -كحد أقصى- , والذي يمكن اعتماده في الرصد المستقبلي، مع دائرة نصف قطرها 14 مليار فرسخ نجمي أو حوالي 46 مليار سنة ضوئية، ويقارب ذلك الرقم الذي يمثل نصف قطر الكون المرصود (المحدد بواسطة طبقة إشعاع الخلفية الكونية الميكروي) الوارد في الجزء الافتتاحي لهذه المقالة. وهو مطبوع خاص قد أصدره العلماء عينهم (كورنيش والآخرون) قدم الحد الأدنى الحالي بقطر يبلغ 98.5% من قطر "طبقة إشعاع الخلفية الكونية الميكروي أو ما يقارب 26 مليار فرسخ فلكي.
156 مليار سنة ضوئية
تُوُصِّلَ إلى هذا الرقم من خلال مضاعفة الـ 78 مليار سنة ضوئية، بافتراض أنها تمثل نصف قطر الكون. بما أن قطر الكون هو 78 مليار سنة ضوئية (قد ورد في البحث الأصلي لـكورنيش وآخرون أنه «بتوسيع نطاق البحث لكي يشمل جميع الاتجاهات المحتملة عندها سيكون بوسعنا استبعاد احتمالية عيشنا في كونٍ يصغر قطره عن 24 مليار فرسخ نجمي» وتعادل 78 مليار سنة ضوئية). إن هذا الرقم المُضاعف والذي ذُكِر على نطاق واسع غير صحيح في الإعلام. لقد نُوِّهَ على هذا الخطأ في بيان صحفي عُقِد في جامعة ولاية مونتانا - مدينة بوزمان حيث يعمل عالم الفيزياء الفلكي كورنيش وذلك أثناء مناقشة قصة وردت في مجلة ديسكوفر قائلين: «لقد ذكرت مجلة ديسكوفر على نحوٍ خاطئ أن حجم الكون هو 156 مليار سنة ضوئية، باعتقادهم أن الـ 78 مليار سنة ضوئية تمثل قطر الكون بدلاً من نصف قطره». وكما ذُكِر أعلاه فإن 78 مليار هي أيضاً قيمة خاطئة.
180 مليار سنة ضوئية
يجمع هذا التقدير كلاً من تقدير 156 مليار سنة الخاطئ، وقد تم التوصل إليه أن مجرة مسييه 33 هو أبعد بنسبة 15% عن التقديرات السابقة وبذلك فإن ثابت هابل أصغر بنسبة 15%.